# Tapeinosperma filipes
Tapeinosperma filipes är en viveväxtart som beskrevs av Benjamin Clemens Masterman Stone. Tapeinosperma filipes ingår i släktet Tapeinosperma och familjen viveväxter. Inga underarter finns listade i Catalogue of Life.